# Медаль «Золотая Звезда» (Азербайджан)
Медаль «Золотая звезда» — медаль Национального героя Азербайджана, особый знак отличия Национального героя Азербайджана. Высшая степень отличия Азербайджанской Республики.
Утверждена президентом Азербайджана Абульфазом Эльчибеем 25 марта 1992 года законом под номером № 201. Впервые этой медалью были награждены 23 человека в июне 1992 года.
Эта награда присуждается за личное мужество и отвагу, проявленные при защите суверенитета и территориальной целостности Азербайджанской Республики, обеспечение безопасности мирного населения.

## История
Первоначально медаль имела форму позолоченного полумесяца, обращенного вправо, внутри которого располагалась восьмиконечная звезда с гладкими двугранными лучами на лицевой стороне.
Оборотная сторона имеет гладкую поверхность и ограничена по контуру выступающим тонким ободком. На оборотной стороне в центре медали расположена надпись выпуклыми буквами: «Национальный герой Азербайджана». В верхнем луче — номер медали, высотой в 1 мм. Медаль при помощи ушка и кольца соединяется с металлической позолоченной колодочкой, представляющей собой пятиугольную пластинку высотой 20 мм и шириной 26 мм, обрамленную по периметру ободком. Вдоль основания колодочки идут прорези, внутренняя её часть обтянута муаровой трехцветной лентой в соответствии с расцветкой Государственного флага Азербайджанской Республики. Масса — 21,5 грамм.
Закон от 7 июля 1992 года гласил:

3акон Азербайджанской Республики от 7 июля 1992 г. № 201
«Об учреждении особого знака отличия Национального героя Азербайджана»
Национальное собрание Азербайджанской Республики постановляет:
1. Учредить особый знак отличия Национального героя Азербайджана-медаль «Полумесяц и Звезда».
2. Утвердить изображение и описание медали «Полумесяц и Звезда» (прилагаются).
Президент Азербайджанской Республики Абульфаз Эльчибей.

После принятия изменений и дополнений согласно закону № 429 от 6 февраля 1998 года к прежнему закону в качестве знака награды «Национальный герой Азербайджана» была выпущена медаль «Золотая звезда».

## Описание
Новая медаль «Золотая звезда» представляет собой золотую восьмиконечную звезду с гладкими двугранными лучами диаметром 31,5 мм, соединенную двумя ушками и кольцом с пятиугольной пластиной, обрамленной по периметру ободком 27×20 мм. Внутренняя часть пластины обтянута муаровой лентой, цвета которой соответствуют флагу Азербайджанской Республики (голубой, красный, зеленый). На реверсе медали в центре имеется надпись «Azərbaycanın Milli Qəhrəmanı». В верхнем луче выгравирован порядковый номер. Медаль носится на левой стороне груди выше других орденов и медалей.